# هرکولز گومز
هرکولز گومز (انگلیسی: Herculez Gomez؛ زادهٔ ۶ آوریل ۱۹۸۲) یک بازیکن فوتبال اهل ایالات متحده آمریکا است.
وی همچنین در تیم ملی فوتبال ایالات متحده آمریکا بازی کرده‌است.